# Záborské
Záborské és un poble i municipi d'Eslovàquia. Es troba a la regió de Prešov, al nord del país.

## Història
La primera referència escrita de la vila data del 1303.

## Demografia
| Godina             | 1994 | 2004    | 2014    | 2024    |
| ------------------ | ---- | ------- | ------- | ------- |
| Nombre de persones | 404  | 509     | 711     | 1219    |
| Diferència         |      | +25,99% | +39,68% | +71,44% |

| Godina             | 2023 | 2024   |
| ------------------ | ---- | ------ |
| Nombre de persones | 1204 | 1219   |
| Diferència         |      | +1,24% |